# バックドラフト (アトラクション)
- ユニバーサル・パークス&リゾーツ > ユニバーサル・スタジオ・ジャパン > ユニバーサル・スタジオ・ジャパンのアトラクション > バックドラフト (アトラクション)
- バックドラフト (映画) > バックドラフト (アトラクション)

バックドラフト（英: Backdraft）は、ユニバーサル・スタジオ・ハリウッドおよびユニバーサル・スタジオ・ジャパンのサンフランシスコ・エリアでかつて運営されていたショー・アトラクションで、1991年公開の同名の映画を基にしている。2023年5月に廃止された。

## 過去に存在していたパーク

### ユニバーサル・スタジオ・ハリウッド
1992年7月1日にロウアー・ロットにオープンし、2010年4月11日にクローズした。その後、後継アトラクションとして2012年5月25日に「トランスフォーマー・ザ・ライド3D」がオープンした。

### ユニバーサル・スタジオ・ジャパン
パーク開園と同時にサンフランシスコ・エリアにオープン。当初は三井住友カードが協賛していたが、2013年9月30日から2021年6月23日までは「オフィシャル・トラベル・パートナー」としてJTBが協賛していた。
このアトラクションは2020年9月以降休止状態が続いていたが、ユニバーサル・スタジオ・ジャパンは2023年5月に営業再開せず、そのまま終了することを発表した。 2025年7月11日（金） に「ミニオン・ハチャメチャ・ミッション〜大悪党への道〜」と言うアトラクションになった。

## ストーリー
ゲストは映画『バックドラフト』の撮影が行われているサウンドステージ（日本版ではステージ30）に入場する。
1つ目のステージ
映画『バックドラフト』の監督であるロン・ハワードのインタビュー映像が上映される。
2つめのステージ
日本版では化学工場屋外のセットが舞台となり、カメラの技術リハーサルとして火災発生シーンの撮影が行われている様子を見学する。ハリウッド版では1つ目のステージと同様にサウンドステージが使用され、同作に出演したスコット・グレン（ジョン・アドコックス役）とカート・ラッセル（スティーブン・マカフレイ / デニス・マカフレイ役）のインタビュー映像が上映される。
3つ目のステージ
化学工場内部のセットに移動し、実際に「バックドラフト現象」を体験する。

## 登場人物
ロン・ハワード（Ron Howard）
 声 - 平田広明
映画『バックドラフト』で監督を務めた映画プロデューサー。アトラクションでは1つ目のステージで登場し、製作秘話を語る。
スコット・グレン（Scott Glenn）
 声 - 納谷六朗
映画『バックドラフト』でジョン・アドコックスを演じた俳優。アトラクションの2つ目のステージで登場し、同作の撮影秘話を語る。
カート・ラッセル（Kurt Vogel Russell）
声 - 石丸博也
映画『バックドラフト』でスティーブン・マカフレイ / デニス・マカフレイを演じた俳優。2つ目のステージでスコット・グレンと共に登場し、撮影秘話を語る。
ロバート・デ・ニーロ（Robert De Niro）
声 - 中庸助

## 製作
1986年、ユニバーサル・スタジオ・ハリウッドの「スタジオ・ツアー」内のコンテンツ「キングコング・エンカウンター」が成功を収めたことを受け、当時のユニバーサル・スタジオの所有会社であるミュージック・コーポレーション・オブ・アメリカ（現：NBCユニバーサルの一部）は、南カリフォルニアで必見の観光地としてパークの拡大に着手した。
1991年には「E.T. アドベンチャー」がオープンし、アッパー・ロットとロウワー・ロットを結ぶエスカレーター「スターウェイ」も建設された。同年、映画『バックドラフト』が公開され成功を収めたことを受け、ミュージック・コーポレーション・オブ・アメリカの企画開発部門（現：ユニバーサル・クリエイティブ）がアトラクションの建設を開始。アトラクションは1992年7月1日にオープンした。